# Nyepi

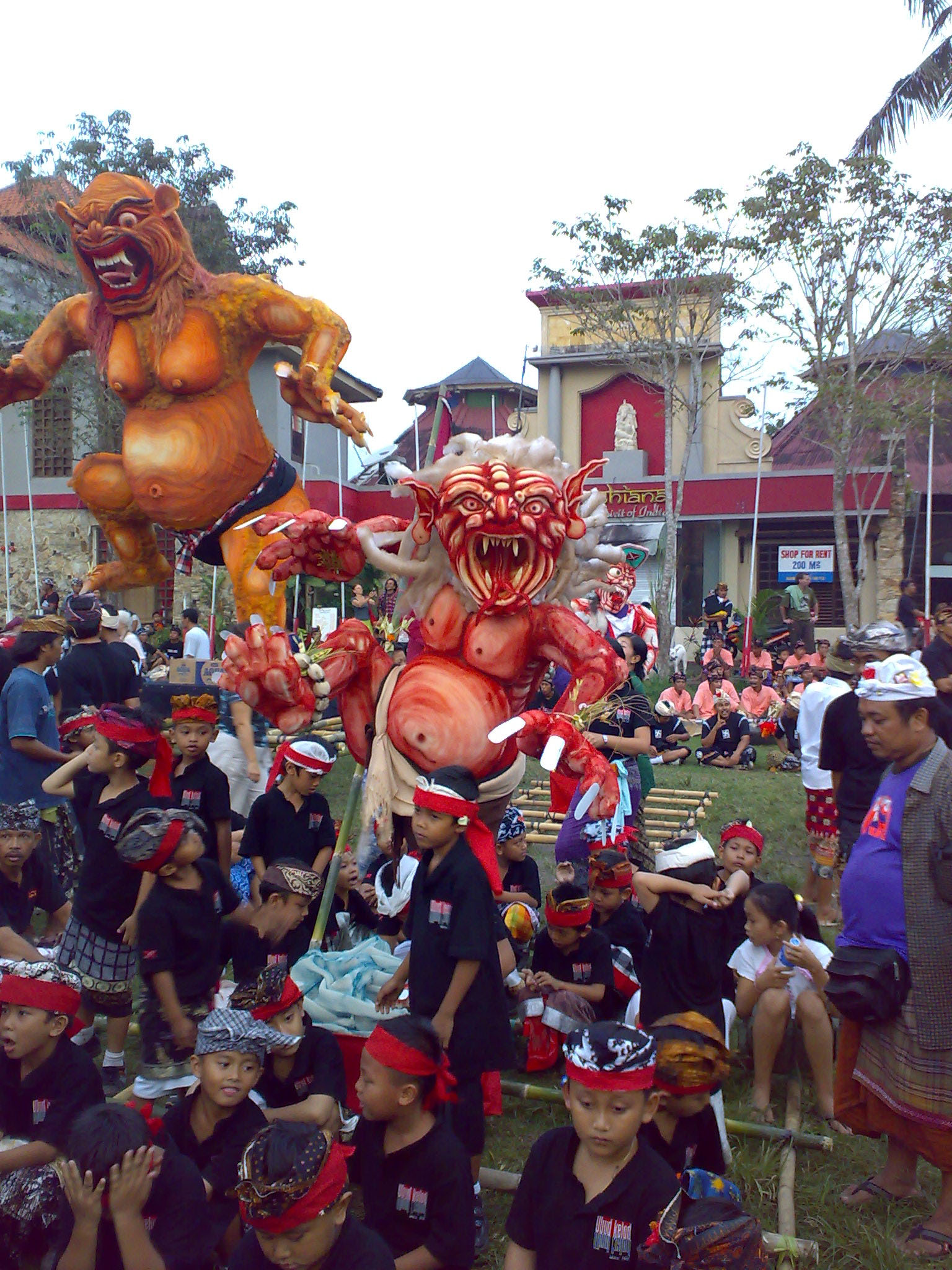
Procesja z ogoh-ogoh w Ubud

Nyepi – dzień Nowego Roku w kalendarzu balijskim, przypadający w dniu następującym po nowiu dziewiątego miesiąca księżycowego, zazwyczaj w marcu lub kwietniu. Nazywany jest Dniem Ciszy – obowiązuje zakaz rozpalania ognia, podróżowania i pracy od godziny 6 rano do 6 rano dnia następnego. Zamknięte jest nawet międzynarodowe lotnisko Ngurah Rai. Na kilka dni przed Nyepi Balijczycy dokonują oczyszczenia w morzu różnych przedmiotów ze świątyni. W dzień poprzedzający Nyepi odbywają się hałaśliwe procesje, aby przegonić złe duchy. Wierni noszą ogromne wizerunki demonów ogoh-ogoh i składają ofiary, aby ułagodzić siły nieczyste.

## Daty Nyepi w poszczególnych latach
| dzień       | rok  | rok  |          | dzień    | rok  | rok      |      | dzień    | rok  | rok  |
| dzień       | n.e. | Śaka | n.e.     | dzień    | Śaka | n.e.     | Śaka | dzień    |      |      |
| ----------- | ---- | ---- | -------- | -------- | ---- | -------- | ---- | -------- | ---- | ---- |
| 1 kwietnia  | 1995 | 1917 | 7 marca  | 2008     | 1930 | 14 marca | 2021 | 1943     |      |      |
| 21 marca    | 1996 | 1918 | 26 marca | 2009     | 1931 | 3 marca  | 2022 | 1944     |      |      |
| 9 kwietnia  | 1997 | 1919 | 16 marca | 2010     | 1932 | 22 marca | 2023 | 1945     |      |      |
| 29 marca    | 1998 | 1920 | 5 marca  | 2011     | 1933 | 11 marca | 2024 | 1946     |      |      |
| 18 marca    | 1999 | 1921 | 23 marca | 2012     | 1934 | 29 marca | 2025 | 1947     |      |      |
| 4 kwietnia  | 2000 | 1922 |          | 12 marca | 2013 | 1935     |      | 19 marca | 2026 | 1948 |
| 25 marca    | 2001 | 1923 |          | 31 marca | 2014 | 1936     |      |          |      |      |
| 13 kwietnia | 2002 | 1924 |          | 21 marca | 2015 | 1937     |      |          |      |      |
| 2 kwietnia  | 2003 | 1925 |          | 9 marca  | 2016 | 1938     |      |          |      |      |
| 21 marca    | 2004 | 1926 |          | 28 marca | 2017 | 1939     |      |          |      |      |
| 11 marca    | 2005 | 1927 |          | 17 marca | 2018 | 1940     |      |          |      |      |
| 30 marca    | 2006 | 1928 |          | 7 marca  | 2019 | 1941     |      |          |      |      |
| 19 marca    | 2007 | 1929 |          | 25 marca | 2020 | 1942     |      |          |      |      |